# Ntsoudjini
Ntsoudjini este un oraș în Comore, în  insula autonomă Grande Comore. În 2012 avea o populație de 4504, iar la recensământul din 1991 avea 2652 locuitori.